# Schladminger Tauern
Die Schladminger Tauern sind eine Gebirgsgruppe der zentralen Ostalpen. Zusammen mit den Radstädter Tauern, den Rottenmanner und Wölzer Tauern und den Seckauer Tauern bilden die Schladminger Tauern die Großgruppe der Niederen Tauern. Das Gebirge befindet sich in Österreich in den Bundesländern Salzburg und Steiermark.
Die höchste Erhebung ist mit 2862 m der Hochgolling.

## Lage
Die Schladminger Tauern befinden sich im mittleren Teil der Niederen Tauern. Namensgeber ist die Stadt Schladming im Ennstal.

## Umgrenzung und benachbarte Gebirgsgruppen
Als Abgrenzung der Schladminger Tauern ist allgemein etwa in denselben Grenzen zwischen dem Sölktal im Osten und Obertauern (Tauernpass) im Westen, dem Altenmarkter Becken und Ennstal im Norden üblich. Nur die Südgrenze ist streng orographisch mit dem Oberen Murtal oder geologisch-landschaftlich mit dem knapp nördlich verlaufenden Murparalleltal je nach Gliederungssystem unterschiedlich.
Nach der Alpenvereinseinteilung der Ostalpen (AVE), wo sie die Nummer 45b haben, grenzen sie an:
- im Nordwesten: Enns abwärts von Radstadt (Taurachmündung) bis Einmündung Mandling zu den Salzburger Schieferalpen (12)
- im Norden: Enns abwärts über Schladming bis Gröbming/Stein (Einmündung Großsölkbach, ca. 668 m) zum Dachsteingebirge (14)
- im Osten: Großsölkbach – Sölkpass (1788 m) – Katschbach bis Katsch an der Mur/Frojach (Mündung  ca. 752 m) zu den Rottenmanner und Wölzer Tauern (45c)
- im Süden Mur aufwärts über Murau und Tamsweg bis Unterbayrdorf zu den Gurktaler Alpen (46a)
- im Westen: Talspass Neuseß – Größenbach bei Mauterndorf – Südliche Taurach aufwärts – Radstädter Tauernpass 1738 m – Nördliche Taurach bis Mündung bei Radstadt zu den Radstädter Tauern (45a)
Diese Umgrenzung bei Neuseß schließt den Mitterberg (Höhenbühel), einen kleinen Inselberg am Tamsweger Becken, mit ein.

Mit dem Murparalleltal (auch abschnittsweise) grenzen an:
- In der Landschaftsgliederung der Steiermark (NT.1) im Norden Dachsteingruppe (N.1); im Osten Wölzer Tauern (NT.2); im Süden Oberzeiring – Salchau – Oberwölz – St. Peter am Kammersberg – Krakau: Murberge (Z. 1)
Weil diese Gliederung nur für die Steiermark definiert ist, werden sowohl die Radstädter Tauern wie die Schieferalpen nicht geführt; Gstoder, Überling-Höhenzug (Wengerkopf) und Stolzalpe fallen in die Murberge, die gänzlich eigenständig gerechnet werden; das Mittlere Ennstal (T.1) wird als Talraum getrennt behandelt, sodass die Nordgrenze am Bergfuß, nicht in der Enns verläuft.

- In der Gebirgsgruppengliederung nach Trimmel (Hauptgruppe 2620) im Norden Enns bis Mandling: Fritztaler Berge (1430); bis Sölkbach-Mündung: Dachstein (1540); im Osten Wölzer Tauern (2630); im Süden Mur bis Thayabach-Mündung (Teufenbach): Seetaler Alpen (2760); bis Katschbach-Mündung (Frojach): Gurktaler Alpen (2730); Katschbach – Schöderbach – Krakaudorf – Etrachbach – Rantenbach – Seetaler Bach – Leißnitzbach: Murauer Berge (2740); im Westen beide Taurachs ab Tamsweg: Radstädter Tauern (2610)
Damit fallen Gstoder und Stolzalpe nicht in die Schladminger Tauern, der Mitterberg und der Überling aber schon.

Die Internationale vereinheitlichte orographische Einteilung der Alpen (IVOEA/SOIUSA) folgt für den Begriff des Unterabschnitts Schladminger Tauern i.w.S. (18.II) der Niederen Tauern dem Konzept der AVE und gibt als deren Obergruppen die Schladminger Tauern im engeren Sinne (A) und die Murauer Alpen (B) mit Mitterberg, Weidschober/Überling-Zug, Gstoder, Stolzalpen-Region.
Historisch gab es ein Konzept der Gliederung der Niederen Tauern mit den Sölker Alpen als Mittelabschnitt, mit Südostgrenze entlang der Linie Kleinsölkbach – Tamsweg und damit deutlich geringerem Umfang der Schladminger Tauern.

## Gliederung und Einteilung

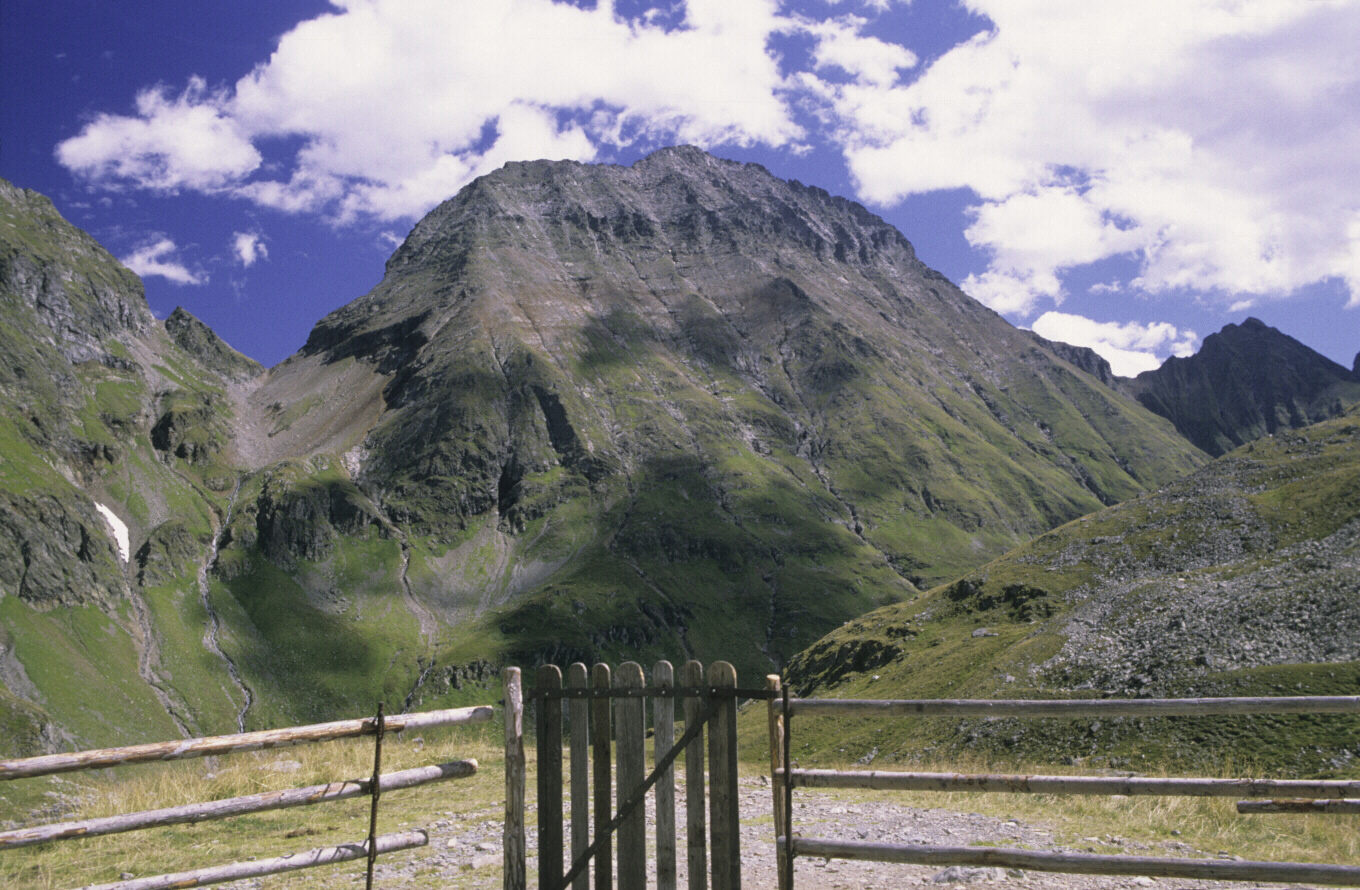
Hochgolling von der Landawirseehütte

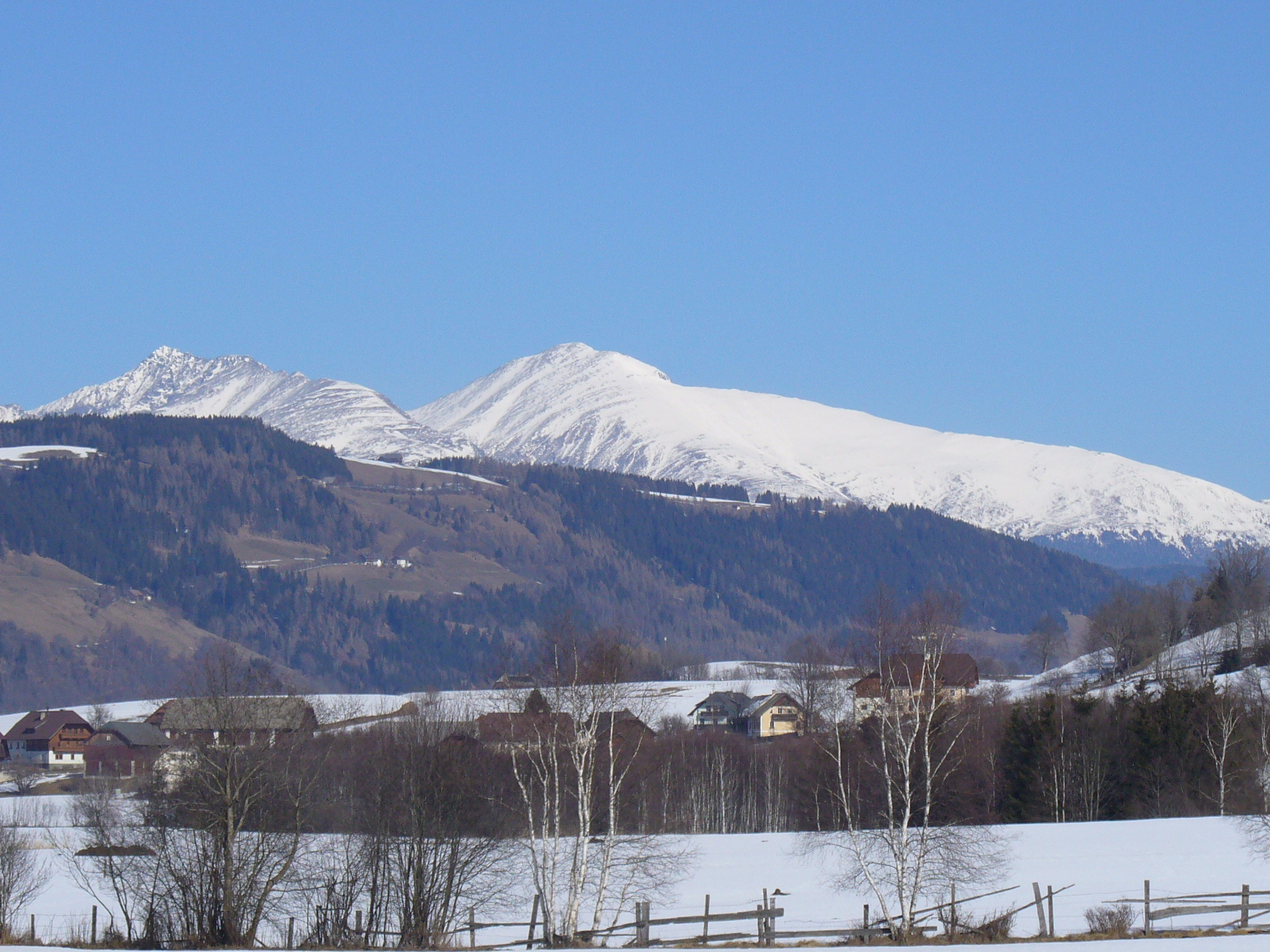
Preber

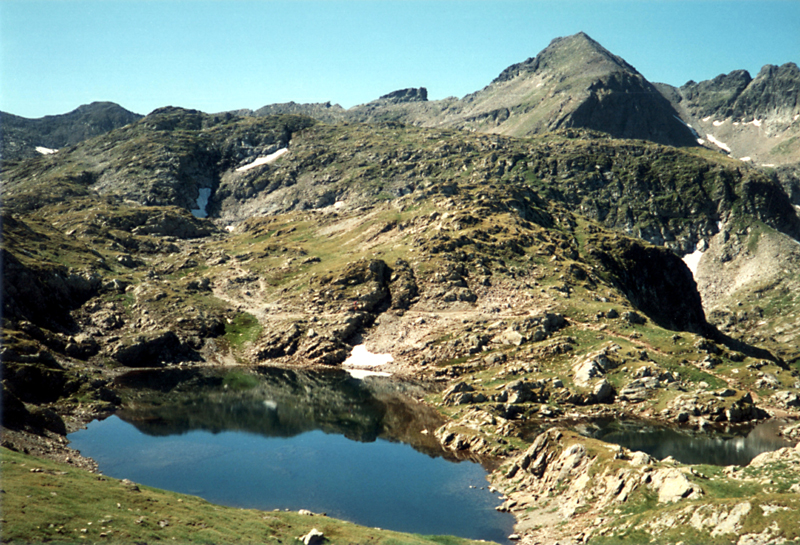
Klafferkessel, rechts im Hintergrund der Greifenberg (von Nordost)

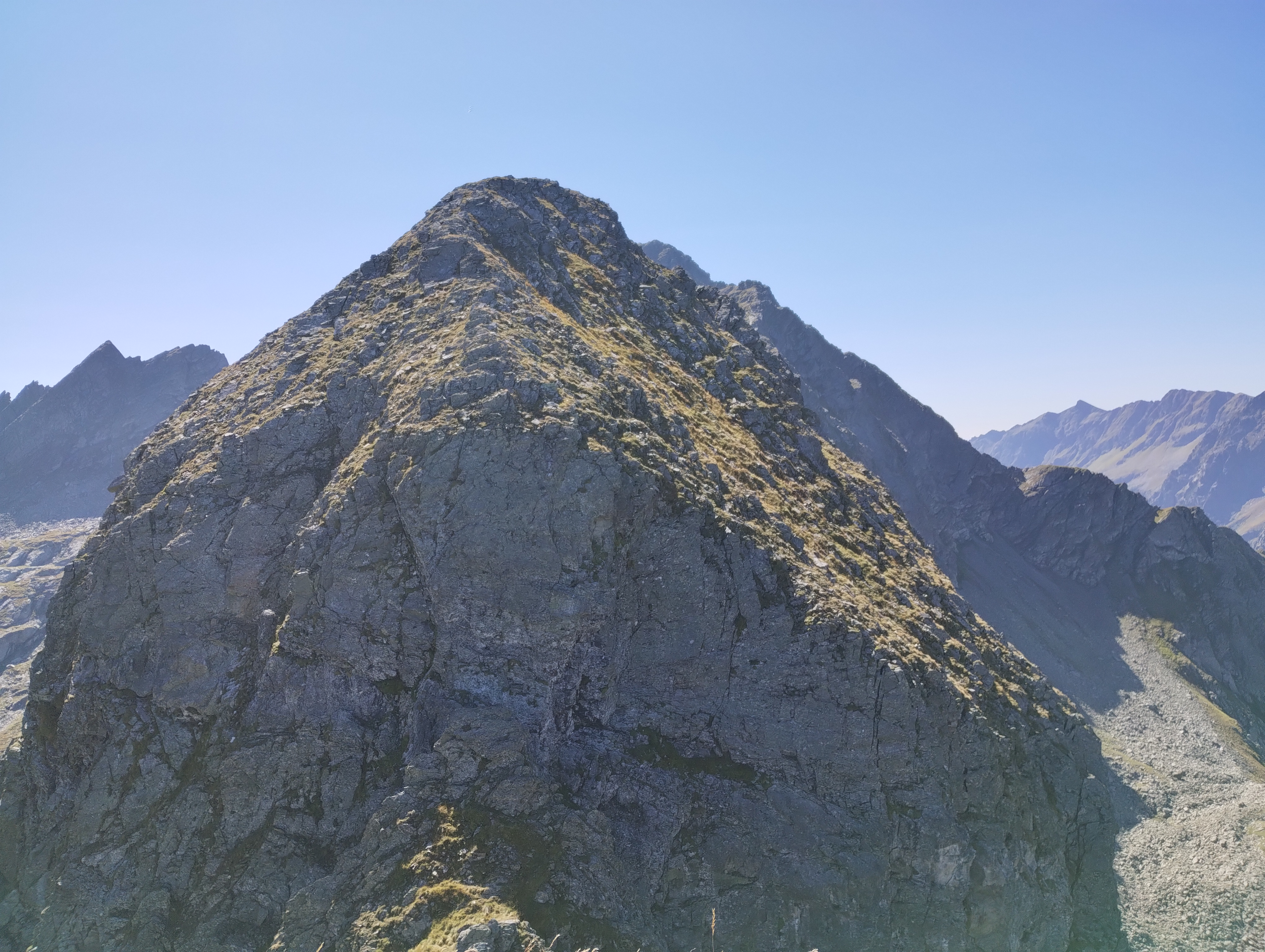
Kübel (2350 m ü. A.)

Gegliedert werden die Schladminger Tauern von den Nord–Süd-streichenden Tauerntälern des Ennstals und den Süd–Nord-streichenden Nordtälern des Lungau und des Oberen Murtales, das sind an Nord- und Südabdachung je an die zehn größere Bäche (wie Forstau-, Preunegg-, Tal-, Weißpriach-, Göriach-, Lessach-, Etrach-, Schöder-, Katsch-, Hinteregg-, Schöttlbach). Diese trennen zahlreiche schmale Grate aus der Gruppe, die den West–Ost-laufenden Hauptgrat fischgrätenartig begleiten. Nur im Nordosten gliedern Untertal- bis Kleinsölkbach fächerförmiger, sodass die Sölktäler einen eigenständigeren Raum einnehmen.
Südlich wird die Mur vom Murparalleltal nördlich begleitet (Krakau – St. Peter am Kammersberg – Oberwölz und weiter), hier wechselt die Talungsrichtung auf Nordwest–Südost und die Berge zeigen die Charakteristik eines mittelgebirgigen Zuges von Einzelstöcken, der als Murberge bezeichnet wird, und teils eigenständig, wegen seiner geologischen Verhältnisse manchmal sogar nicht einmal als Teil der Schladminger (und Wölzer Tauern) gerechnet wird, sondern schon zu den Gurktalern.
Eine verbreitete Aufgliederung in sechs Untergruppen nach den wichtigsten Gipfeln im Hauptgrat und Tälern ist (von West nach Ost):
- Seekarspitzen-Gruppe zwischen Radstädter Tauern (1738 m ü. A.) und Oberhüttensattel (1866 m ü. A.):
  - Großes Gurpitscheck (2526 m ü. A.)
  - Gamskarlspitze (2411 m ü. A.)
  - Seekarspitze (2350 m ü. A.)
- Kalkspitzen-Gruppe zwischen Oberhüttensattel (1866 m ü. A.) und Lignitzhöhe (2205 m ü. A.):
  - Hundstein (2614 m ü. A.)
  - Vetternspitzen (2524 m ü. A.)
  - Steirische (2459 m ü. A.) und Lungauer Kalkspitze (2471 m ü. A.)
  - Zinkwand (2442 m ü. A.)
  - Schiedeck (2339 m ü. A.) und Hochwurzen (1850 m ü. A.)
  - Schober (2133 m ü. A.), Rippetegg (2126 m ü. A.), Gasselhöhe (2001 m ü. A.) und Reiteralm
- Hochgolling-Gruppe zwischen Lignitzhöhe (2205 m ü. A.) und Waldhorntörl (2283 m ü. A.):
  - Hochgolling (2862 m ü. A.)
  - Kasereck (2740 m ü. A.)
  - Elendberg (2672 m ü. A.)
  - Zwerfenberg  (2642 m ü. A.)
  - Hocheck (2638 m ü. A.)
  - Greifenberg (2618 m ü. A.)
  - Steinkarzinken (2281 m ü. A.)
- Hochwildstellen-Gruppe zwischen Waldhorntörl (2283 m ü. A.) und  Lanschitzscharte (2345 m ü. A.):
  - Hochwildstelle (2747 m ü. A.)
  - Waldhorn (2702 m ü. A.)
  - Deichselspitze (2684 m ü. A.)
  - Hohes Schareck  (2575 m ü. A.)
  - Höchstein (2543 m ü. A.)
  - Bärfallspitze (2150 m ü. A.)
  - Pleschnitzzinken (2112 m ü. A.)
  - Hauser Kaibling (2015 m ü. A.)
- Preber-Gruppe zwischen Lanschitzscharte (2345 m ü. A.) und Hubenbauertörl (2051 m ü. A.):
  - Roteck (2742 m ü. A.)
  - Preber (2740 m ü. A.)
  - Predigtstuhl (2543 m ü. A.)
- Knallstein-Gruppe zwischen Hubenbauertörl (2051 m ü. A.) und Sölkpass (1788 m ü. A.):
  - Großer Knallstein (2599 m ü. A.)
  - Rupprechtseck (2591 m ü. A.)